# Блаубах
Блаубах (нім. Blaubach) — громада в Німеччині, розташована в землі Рейнланд-Пфальц. Входить до складу району Кузель. Складова частина об'єднання громад Кузель.
Площа — 3,14 км2. Населення становить 386 ос. (станом на 31 грудня 2020).